# Oleksandr Hodyniouk
Oleksandr Olehovitch Hodyniouk - en ukrainien : Олександр Годинюк - ou Aleksandr Olegovitch Godyniouk - en russe : Александр Олегович Годынюк - (né le 27 janvier 1970 à Kiev en République socialiste soviétique d'Ukraine) est un joueur de hockey sur glace professionnel ukrainien. Il évolue au poste de défenseur.

## Carrière de joueur
En 1986, il commence sa carrière avec le HK Sokol Kiev en URSS. Il est choisi en 1990 au cours du repêchage d'entrée dans la Ligue nationale de hockey par les Maple Leafs de Toronto en 6e ronde, en 115e position. Il part alors en Amérique du Nord. Il a disputé 2233 matchs de LNH. En 1998, il signe en Suisse. Il met un terme à sa carrière en 2001 après deux saisons avec les Eisbaren Berlin.

## Carrière internationale
Il a représenté l'URSS en sélections jeunes puis l'Ukraine au niveau international.

## Statistiques
Pour les significations des abréviations, voir Statistiques du hockey sur glace.
| Saison     | Équipe                     | Ligue         |     | Saison régulière | Saison régulière | Saison régulière | Saison régulière | Saison régulière |    | Séries éliminatoires | Séries éliminatoires | Séries éliminatoires | Séries éliminatoires | Séries éliminatoires |
| Saison     | Équipe                     | Ligue         | PJ  | B                | A                | Pts              | Pun              | PJ               | B  | A                    | Pts                  | Pun                  |                      |                      |
| 1986-1987  | SHVSM Kiev                 | Vyschaïa Liga | 11  | 0                | 2                | 2                | 6                |                  |    |                      |                      |                      |                      |                      |
| 1986-1987  | HK Sokol Kiev              | URSS          | 9   | 0                | 1                | 1                | 2                |                  |    |                      |                      |                      |                      |                      |
| 1987-1988  | SHVSM Kiev                 | Vyschaïa Liga | 22  | 4                | 2                | 6                | 20               |                  |    |                      |                      |                      |                      |                      |
| 1987-1988  | HK Sokol Kiev              | URSS          | 2   | 0                | 0                | 0                | 2                |                  |    |                      |                      |                      |                      |                      |
| 1988-1989  | HK Sokol Kiev              | URSS          | 30  | 3                | 3                | 6                | 14               |                  |    |                      |                      |                      |                      |                      |
| 1989-1990  | HK Sokol Kiev              | URSS          | 38  | 3                | 2                | 5                | 31               |                  |    |                      |                      |                      |                      |                      |
| 1990-1991  | HK Sokol Kiev              | URSS          | 19  | 3                | 1                | 4                | 20               |                  |    |                      |                      |                      |                      |                      |
| 1990-1991  | Saints de Newmarket        | LAH           | 11  | 0                | 1                | 1                | 29               | --               | -- | --                   | --                   | --                   |                      |                      |
| 1990-1991  | Maple Leafs de Toronto     | LNH           | 18  | 0                | 3                | 3                | 16               | --               | -- | --                   | --                   | --                   |                      |                      |
| 1991-1992  | Golden Eagles de Salt Lake | LIH           | 17  | 2                | 1                | 3                | 24               | --               | -- | --                   | --                   | --                   |                      |                      |
| 1991-1992  | Maple Leafs de Toronto     | LNH           | 31  | 3                | 6                | 9                | 59               | --               | -- | --                   | --                   | --                   |                      |                      |
| 1991-1992  | Flames de Calgary          | LNH           | 6   | 0                | 1                | 1                | 4                | --               | -- | --                   | --                   | --                   |                      |                      |
| 1992-1993  | Flames de Calgary          | LNH           | 27  | 3                | 4                | 7                | 19               | --               | -- | --                   | --                   | --                   |                      |                      |
| 1993-1994  | Panthers de la Floride     | LNH           | 26  | 0                | 10               | 10               | 35               | --               | -- | --                   | --                   | --                   |                      |                      |
| 1993-1994  | Whalers de Hartford        | LNH           | 43  | 3                | 9                | 12               | 40               | --               | -- | --                   | --                   | --                   |                      |                      |
| 1994-1995  | Whalers de Hartford        | LNH           | 14  | 0                | 0                | 0                | 8                | --               | -- | --                   | --                   | --                   |                      |                      |
| 1995-1996  | Vipers de Détroit          | LIH           | 7   | 0                | 3                | 3                | 12               | --               | -- | --                   | --                   | --                   |                      |                      |
| 1995-1996  | Moose du Minnesota         | LIH           | 45  | 9                | 17               | 26               | 81               | --               | -- | --                   | --                   | --                   |                      |                      |
| 1995-1996  | Falcons de Springfield     | LAH           | 14  | 1                | 3                | 4                | 19               | --               | -- | --                   | --                   | --                   |                      |                      |
| 1995-1996  | Whalers de Hartford        | LNH           | 3   | 0                | 0                | 0                | 2                | --               | -- | --                   | --                   | --                   |                      |                      |
| 1996-1997  | Whalers de Hartford        | LNH           | 55  | 1                | 6                | 7                | 41               | --               | -- | --                   | --                   | --                   |                      |                      |
| 1997-1998  | Wolves de Chicago          | LIH           | 50  | 5                | 11               | 16               | 85               | 1                | 0  | 0                    | 0                    | 0                    |                      |                      |
| 1998-1999  | CP Berne                   | LNA           | 43  | 9                | 16               | 25               | 20               |                  |    |                      |                      |                      |                      |                      |
| 1999-2000  | Eisbären Berlin            | DEL           | 48  | 6                | 19               | 25               | 42               | --               | -- | --                   | --                   | --                   |                      |                      |
| 2000-2001  | Eisbären Berlin            | DEL           | 36  | 5                | 6                | 11               | 12               | --               | -- | --                   | --                   | --                   |                      |                      |
| Totaux LNH | Totaux LNH                 | Totaux LNH    | 223 | 10               | 39               | 49               | 224              |                  |    |                      |                      |                      |                      |                      |